# Янкова къща (Струмица)
Янкова къща (на македонска литературна норма: Јанкова куќа) е къща в град Струмица, Северна Македония. Сградата е обявена за значимо културно наследство на Северна Македония. Роден дом на комунистическия партизанин Благой Янков – Мучето, сградата е превърната в негова къща музей (Спомен куќа на Благој Јанков – Мучето), част от Института за защита на паметниците на културата и музей – Струмица.

## Описание
Сградата е разположена на улица „Светозар Маркович“. Изградена е в 1924 година и има масивен градеж. Състои се от един етаж. Покривът е на две води. Има централно разположен коридор с по две стаи от двете му страни. Кухнята и гостната са запазени в оригинален вид, а останалите две стаи са свързани и адаптирани за експозицията на фотографии и предмети от живота на Благой Янков.